# Marchese di Bristol
Il Marchese di Bristol è un titolo fra i pari del Regno Unito detenuto dalla famiglia Hervey dal 1826. I titoli sussidiari del marchese sono: conte di Bristol (creato nel 1714), conte Jermyn, di Horningsheath nella contea di Suffolk (1826), e barone Hervey, di Ickworth nella contea di Suffolk (1703). La baronia di Hervey è fra i pari d'Inghilterra, la contea di Bristol fra i pari di Gran Bretagna e la contea di Jermyn fra i pari del Regno Unito. Conte Jermyn è utilizzato come titolo di cortesia dal figlio ed erede del marchese. Il marchese di Bristol detiene anche l'incarico di Hereditary High Steward of the Liberty of St. Edmund (una libertà che comprende l'intera ex contea di West Suffolk). L'attuale detentore di questi titoli e Frederick Hervey (nato il 19 ottobre 1979), l'VIII marchese e il XII conte di Bristol.
La famiglia Hervey è stata spesso considerata non convenzionale. La frase del XVIII secolo "quando Dio creò la razza umana, creò gli uomini, le donne e gli Hervey" è attribuita in vario modo al filosofo francese Voltaire e a Lady Mary Wortley Montagu. Si è inteso come riferimento alla nota eccentricità del second Lord Hervey, ma è stata applicata alla famiglia nel corso dei secoli. Secondo il Dictionary of National Biography i membri della famiglia Hervey sono stati descritti come "attivi e coraggiosi, ma sconsiderati e troppo sicuri di sé ... fortemente dipendente da incuriosire ...".  Il Dr Johnson pensava della loro buona compagnia: "Se chiamerai un cane Hervey," disse, "Io lo amerò."

## Storia

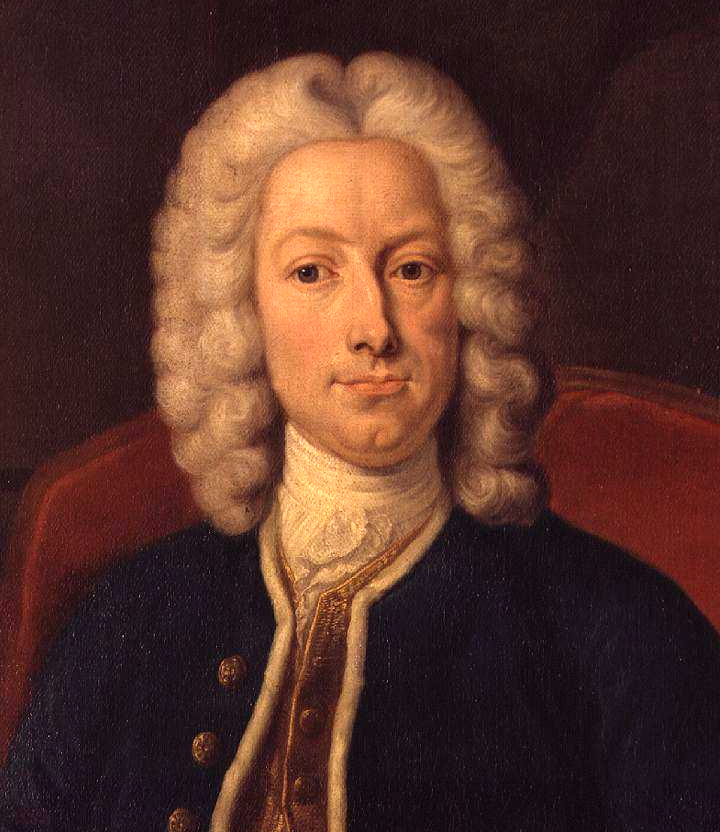
John Hervey, II barone Hervey.

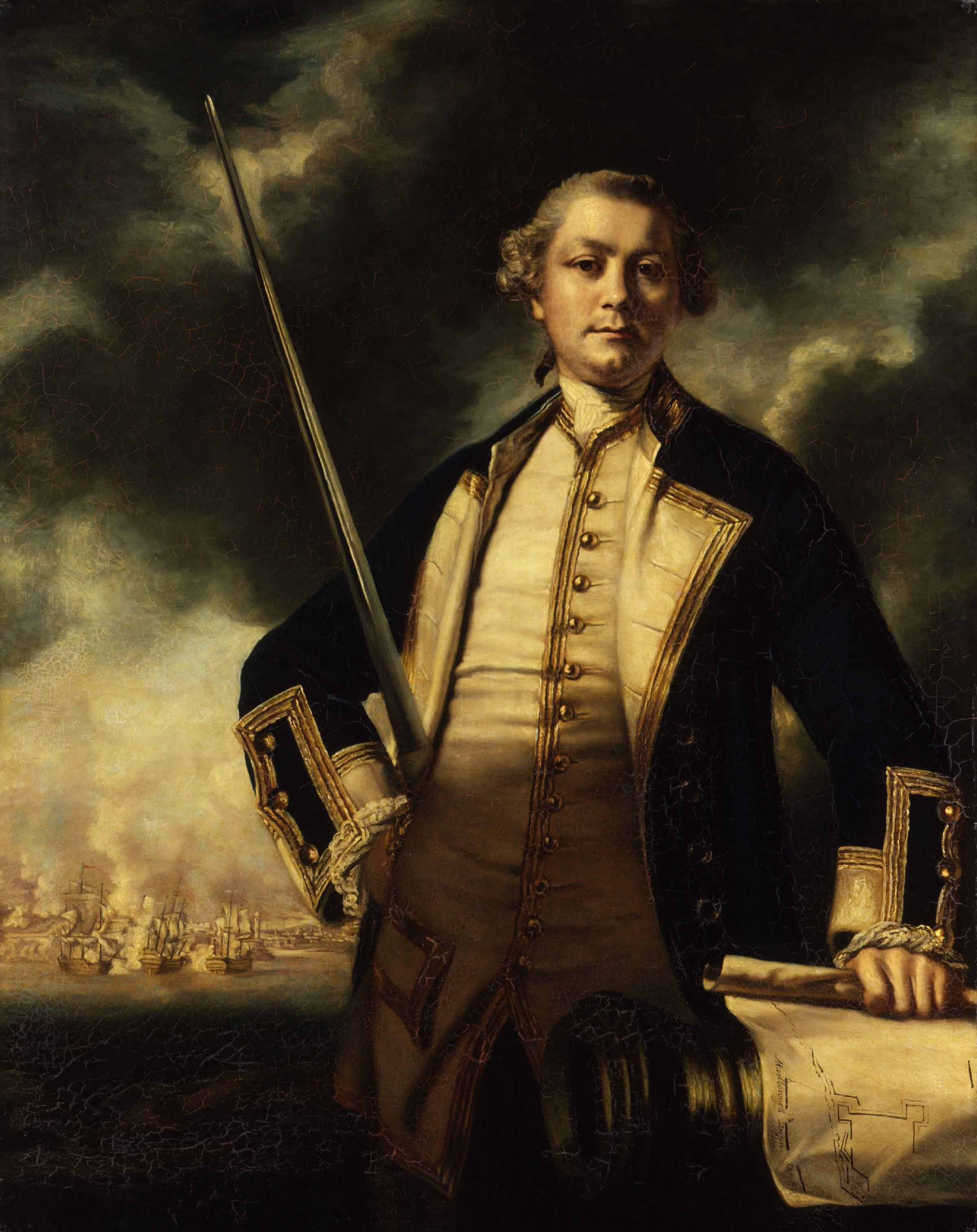
Augustus Hervey, III conte di Bristol.

Questa famiglia discende da Sir Thomas Hervey,  deputato per Bury St Edmunds dal 1679 al 1690, e molti membri della famiglia hanno rappresentato questa circoscrizione alla camera dei comuni. Il primo a seguire le sue orme fu suo figlio John Hervey. Nel 1703, fu elevato a pari d'Inghilterra come barone Hervey, di Ickworth nella contea di Suffolk, e nel 1714 fu ulteriormente onorato quando fu creato conte di Bristol fra i pari di Gran Bretagna. Il I conte di Bristol morì nel 1751 e poiché i suoi due figli maggiori (Carr e John) erano morti prima di lui, fu succeduto a sua volta da tre dei suoi nipoti – tutti fratelli e figli del più giovane dei figli maschi del I conte, John. Un avo di Sir Thomas Hervey fu John Hervey (nato nel 1290) del Bedfordshire. Il suo discendente Thomas Hervey (morto nel 1467), fu il primo Hervey a vivere a Ickworth nel Suffolk.
Il II conte detenne l'incarico politico di lord luogotenente d'Irlanda e lord del sigillo privato e morì celibe. Fu succeduto, come terzo conte, dal fratello minore Augustus, che fu viceammiraglio nella Royal Navy e ricoprì anche l'incarico di capo segretario per l'Irlanda dal 1766 al 1767. Anche egli morì senza prole legittima e fu succeduto dal successivo fratello minore, che divenne così il IV conte. Noto come "Earl-Bishop", il quarto conte servì come vescovo di Cloyne dal 1767 al 1768 e come vescovo di Derry dal 1768 al 1803. Anche se un ecclesiastico efficiente, stime diverse sono state trovate del suo carattere. Nel 1795, cominciò ad espandere la casa ancestrale, creando così Ickworth House nella sua forma moderna. La casa non era ancora stata terminata quando morì nel 1803 e fu completata dal suo successore. Nel 1799 diventò il quinto barone Howard de Walden quando la sospensione di questo titolo terminò in suo favore. Lord Bristol sposò Elizabeth, sorella ed erede di Sir Charles Davers, V baronetto (c. 1730–1763), e pronipote di Thomas Jermyn, II barone Jermyn. Il suo secondogenito maschio, John Augustus Hervey, Lord Hervey, fu un capitano nella Royal Navy e ricoprì, inoltre, l'incarico di ambasciatore a Firenze. Premorì a suo padre. Sua figlia Hon. Elizabeth Catherine Caroline Hervey (1780–1803) sposò Charles Ellis, in seguito primo barone Seaford. Il loro figlio Charles successe come sesto barone Howard of Walden alla morte del suo bisnonno, Lord Bristol, nel 1803. Alla morte del quarto conte, il titolo Bristol passò al terzogenito Frederick, che diventò il quinto conte. Fu un politico e servì sotto Henry Addington come sottosegretario di Stato agli affari esteri dal 1801 al 1803.
Nel 1826 il V conte fu creato marchese di Bristol e conte Jermyn, di Horningsheath nella contea di Suffolk, entrambi fra i pari del Regno Unito. Alla sua morte nel 1859 i titoli passarono al maggiore dei suoi figli maschi Frederick (1800–1864). Il II marchese fu un politico Tory e fu tesoriere della casa sotto Sir Robert Peel dal 1841 al 1846. quando morì, il marchesato passò al figlio maggiore, anche egli di nome Frederick. Prima di succedere come III marchese, aveva rappresentato la sede tradizionale della famiglia in parlamento e anche servito come lord luogotenente del Suffolk. Il III marchese morì senza eredi maschi e fu succeduto a turno da due nipoti, figli di lord Augustus Hervey, secondogenito maschio del II marchese. Il IV marchese era un retroammiraglio nella Royal Navy e sedette anche, come aveva fatto suo zio, come deputato conservatore per Bury St Edmunds. Non ebbe figli maschi e fu succeduto nei titoli e nelle proprietà degli Hervey dal fratello minore. Il V marchese fu ministro e console generale in Colombia dal 1919 al 1923, e ministro per il Perù e Ecuador dal 1923 al 1929. Il suo unico figlio maschio, il VI marchese, fu cancelliere della lega monarchica. Si trasferì a Monte Carlo al principio del 1979 da esiliato fiscale, dove morì il 10 marzo 1985.
Il VI marchese di Bristol si sposò tre volte. Il primogenito del suo primo matrimonio gli successe come VII marchese. Un personaggio stravagante, morì senza figli e praticamente senza un soldo dopo decenni di abuso di droga all'età di 44 nel gennaio 1999. L'unico figlio del secondo matrimonio del VI marchese, Lord Nicholas Hervey, morì di propria mano all'età di 36 nel 1998. Dal suo terzo matrimonio, il VI marchese ha avuto tre figli: Frederick Hervey, VIII marchese di Bristol, lady Victoria Hervey e lady Isabella Hervey. Mentre l'attuale lord Bristol è coinvolto nel mondo degli affari, le sue due sorelle sono attrici televisive e socialites le cui vite caratterizzato nella stampa popolare (la seconda é "Face of Playboy UK").

## Altri membri della famiglia
Diversi altri membri della famiglia si guadagnarono anche distinzione. Sir Nicholas Hervey (morto nel 1532), fratello di John Hervey, bis-bis-bisnonno del primo conte, fu ambasciatore per conto di Enrico VIII verso il Sacro Romano Imperatore e prese parte alle famose giostre al campo del Drappo d'Oro nel 1520. Suo nipote Henry Hervey fu creato barone Hervey nel 1620. L'Hon. Thomas Hervey, secondo figlio maschio del secondo matrimonio del primo conte, detenne il seggio familiare in parlamento. L'Hon. William Hervey, terzo figlio maschio dal secondo matrimonio del primo conte, fu un capitano nella Royal Navy. L'Hon. Felton Hervey, sesto figlio maschio dal secondo matrimonio del primo conte, rappresentò la sede della famiglia in Parlamento e fu nonno di Felton Hervey-Bathurst, che fu creato baronetto nel 1818.
Sir George William Hervey (1845–1915), controllore generale e segretario del debito nazionale dal 1894 al 1910, era figlio di Lord William Hervey (1805–1850), terzo figlio maschio del secondo marchese. Monsignore lord Arthur Hervey, quarto figlio maschio del primo marchese, fu vescovo di Bath e Wells tra il 1869 e il 1894. lord Alfred Hervey, sesto figlio maschio del primo marchese, fu un politico conservatore. Il maggiore dei suoi figli maschi il reverendo Frederick Alfred John Hervey (1846–1910) cappellano in ordinario della regina Vittoria dal 1886 al 1901, e cappellano domestico di re Edoardo VII dal 1878 al 1910. lord Augustus Hervey, secondo figlio maschio del secondo marchese, sedette come deputato per West Suffolk, mentre lord Francis Hervey, quarto figlio maschio del secondo marchese, rappresento la sede della famiglia in parlamento e servì anche come primo commissario del servizio civile dal 1907 al 1909.

## Barone Hervey (1703)
- John Hervey, I barone Hervey (1665–1751), creato conte di Bristol nel 1714
- John Hervey, II barone Hervey (1696–1743), sedette alla camera dei lord durante la vita di suo padre attraverso un writ of acceleration

## Conti di Bristol (1714)
- John Hervey, I conte di Bristol (1665–1751)
  - Carr Hervey, lord Hervey (1691–1723) (titolo di cortesia)
  - John Hervey, II barone Hervey (1696–1743) (titolo di cortesia fino al 1733 poi sedette alla camera dei lord)
- George Hervey, II conte di Bristol (1721–1775)
- Augustus Hervey, III conte di Bristol (1724–1779)
- Frederick Hervey, IV conte di Bristol (1730–1803)
  - George Hervey (1755–c. 1764)
  - John Augustus Hervey, Lord Hervey (1757–1796) (titolo di cortesia)
- Frederick Hervey, V conte di Bristol (1769–1859) (creato marchese di Bristol nel 1826)

## Marchesi di Bristol (1826)
- Frederick Hervey, I marchese di Bristol (1769–1859)
- Frederick Hervey, II marchese di Bristol (1800–1864)
- Frederick Hervey, III marchese di Bristol (1834–1907)
- Frederick Hervey, IV marchese di Bristol (1863–1951)
- Herbert Hervey, V marchese di Bristol (1870–1960)
- Victor Hervey, VI marchese di Bristol (1915–1985)
- John Hervey, VII marchese di Bristol (1954–1999)
- Frederick Hervey, VIII marchese di Bristol (nato nel 1979)

### Albero genealogico
|  |  |  |  |  |  |  |  |  |  |  |  |                                                     |                                                     |                                                     |                                                     |                                                     |                                                     | Frederick Hervey, I marchese di Bristol 1769–1859  |                                                    |                                                    |                                                    |                                                    |                                                    |                                                |                                                |                                                |                                                |                                                |                                                |                                                 |                                                 |                                                 |                                                 |                                                 |                                                 |                                                    |                                                    |                                                    |                                                    |                                                    |                                                    |  |  |  |  |  |  |  |  |
|  |  |  |  |  |  |  |  |  |  |  |  |                                                     |                                                     |                                                     |                                                     |                                                     |                                                     |                                                    |                                                    |                                                    |                                                    |                                                    |                                                    |                                                |                                                |                                                |                                                |                                                |                                                |                                                 |                                                 |                                                 |                                                 |                                                 |                                                 |                                                    |                                                    |                                                    |                                                    |                                                    |                                                    |  |  |  |  |  |  |  |  |
|  |  |  |  |  |  |  |  |  |  |  |  |                                                     |                                                     |                                                     |                                                     |                                                     |                                                     | Frederick Hervey, II marchese di Bristol 1800–1864 |                                                    |                                                    |                                                    |                                                    |                                                    |                                                |                                                |                                                |                                                |                                                |                                                |                                                 |                                                 |                                                 |                                                 |                                                 |                                                 |                                                    |                                                    |                                                    |                                                    |                                                    |                                                    |  |  |  |  |  |  |  |  |
|  |  |  |  |  |  |  |  |  |  |  |  |                                                     |                                                     |                                                     |                                                     |                                                     |                                                     |                                                    |                                                    |                                                    |                                                    |                                                    |                                                    |                                                |                                                |                                                |                                                |                                                |                                                |                                                 |                                                 |                                                 |                                                 |                                                 |                                                 |                                                    |                                                    |                                                    |                                                    |                                                    |                                                    |  |  |  |  |  |  |  |  |
|  |  |  |  |  |  |  |  |  |  |  |  |                                                     |                                                     |                                                     |                                                     |                                                     |                                                     |                                                    |                                                    |                                                    |                                                    |                                                    |                                                    |                                                |                                                |                                                |                                                |                                                |                                                |                                                 |                                                 |                                                 |                                                 |                                                 |                                                 |                                                    |                                                    |                                                    |                                                    |                                                    |                                                    |  |  |  |  |  |  |  |  |
|  |  |  |  |  |  |  |  |  |  |  |  | Frederick Hervey, III marchese di Bristol 1834–1907 | Frederick Hervey, III marchese di Bristol 1834–1907 | Frederick Hervey, III marchese di Bristol 1834–1907 | Frederick Hervey, III marchese di Bristol 1834–1907 | Frederick Hervey, III marchese di Bristol 1834–1907 | Frederick Hervey, III marchese di Bristol 1834–1907 |                                                    |                                                    |                                                    |                                                    |                                                    |                                                    | lord Augustus Hervey 1837–1875                 | lord Augustus Hervey 1837–1875                 | lord Augustus Hervey 1837–1875                 | lord Augustus Hervey 1837–1875                 | lord Augustus Hervey 1837–1875                 | lord Augustus Hervey 1837–1875                 |                                                 |                                                 |                                                 |                                                 |                                                 |                                                 |                                                    |                                                    |                                                    |                                                    |                                                    |                                                    |  |  |  |  |  |  |  |  |
|  |  |  |  |  |  |  |  |  |  |  |  | Frederick Hervey, III marchese di Bristol 1834–1907 | Frederick Hervey, III marchese di Bristol 1834–1907 | Frederick Hervey, III marchese di Bristol 1834–1907 | Frederick Hervey, III marchese di Bristol 1834–1907 | Frederick Hervey, III marchese di Bristol 1834–1907 | Frederick Hervey, III marchese di Bristol 1834–1907 |                                                    |                                                    |                                                    |                                                    |                                                    |                                                    | lord Augustus Hervey 1837–1875                 | lord Augustus Hervey 1837–1875                 | lord Augustus Hervey 1837–1875                 | lord Augustus Hervey 1837–1875                 | lord Augustus Hervey 1837–1875                 | lord Augustus Hervey 1837–1875                 |                                                 |                                                 |                                                 |                                                 |                                                 |                                                 |                                                    |                                                    |                                                    |                                                    |                                                    |                                                    |  |  |  |  |  |  |  |  |
|  |  |  |  |  |  |  |  |  |  |  |  |                                                     |                                                     |                                                     |                                                     |                                                     |                                                     |                                                    |                                                    |                                                    |                                                    |                                                    |                                                    |                                                |                                                |                                                |                                                |                                                |                                                |                                                 |                                                 |                                                 |                                                 |                                                 |                                                 |                                                    |                                                    |                                                    |                                                    |                                                    |                                                    |  |  |  |  |  |  |  |  |
|  |  |  |  |  |  |  |  |  |  |  |  |                                                     |                                                     |                                                     |                                                     |                                                     |                                                     | Frederick Hervey, IV marchese di Bristol 1863–1951 | Frederick Hervey, IV marchese di Bristol 1863–1951 | Frederick Hervey, IV marchese di Bristol 1863–1951 | Frederick Hervey, IV marchese di Bristol 1863–1951 | Frederick Hervey, IV marchese di Bristol 1863–1951 | Frederick Hervey, IV marchese di Bristol 1863–1951 |                                                |                                                |                                                |                                                |                                                |                                                | Herbert Hervey, V marchese di Bristol 1870–1960 | Herbert Hervey, V marchese di Bristol 1870–1960 | Herbert Hervey, V marchese di Bristol 1870–1960 | Herbert Hervey, V marchese di Bristol 1870–1960 | Herbert Hervey, V marchese di Bristol 1870–1960 | Herbert Hervey, V marchese di Bristol 1870–1960 |                                                    |                                                    |                                                    |                                                    |                                                    |                                                    |  |  |  |  |  |  |  |  |
|  |  |  |  |  |  |  |  |  |  |  |  |                                                     |                                                     |                                                     |                                                     |                                                     |                                                     | Frederick Hervey, IV marchese di Bristol 1863–1951 | Frederick Hervey, IV marchese di Bristol 1863–1951 | Frederick Hervey, IV marchese di Bristol 1863–1951 | Frederick Hervey, IV marchese di Bristol 1863–1951 | Frederick Hervey, IV marchese di Bristol 1863–1951 | Frederick Hervey, IV marchese di Bristol 1863–1951 |                                                |                                                |                                                |                                                |                                                |                                                | Herbert Hervey, V marchese di Bristol 1870–1960 | Herbert Hervey, V marchese di Bristol 1870–1960 | Herbert Hervey, V marchese di Bristol 1870–1960 | Herbert Hervey, V marchese di Bristol 1870–1960 | Herbert Hervey, V marchese di Bristol 1870–1960 | Herbert Hervey, V marchese di Bristol 1870–1960 |                                                    |                                                    |                                                    |                                                    |                                                    |                                                    |  |  |  |  |  |  |  |  |
|  |  |  |  |  |  |  |  |  |  |  |  |                                                     |                                                     |                                                     |                                                     |                                                     |                                                     |                                                    |                                                    |                                                    |                                                    |                                                    |                                                    |                                                |                                                |                                                |                                                |                                                |                                                | Victor Hervey, VI marchese di Bristol 1915–1985 |                                                 |                                                 |                                                 |                                                 |                                                 |                                                    |                                                    |                                                    |                                                    |                                                    |                                                    |  |  |  |  |  |  |  |  |
|  |  |  |  |  |  |  |  |  |  |  |  |                                                     |                                                     |                                                     |                                                     |                                                     |                                                     |                                                    |                                                    |                                                    |                                                    |                                                    |                                                    |                                                |                                                |                                                |                                                |                                                |                                                |                                                 |                                                 |                                                 |                                                 |                                                 |                                                 |                                                    |                                                    |                                                    |                                                    |                                                    |                                                    |  |  |  |  |  |  |  |  |
|  |  |  |  |  |  |  |  |  |  |  |  |                                                     |                                                     |                                                     |                                                     |                                                     |                                                     |                                                    |                                                    |                                                    |                                                    |                                                    |                                                    |                                                |                                                |                                                |                                                |                                                |                                                |                                                 |                                                 |                                                 |                                                 |                                                 |                                                 |                                                    |                                                    |                                                    |                                                    |                                                    |                                                    |  |  |  |  |  |  |  |  |
|  |  |  |  |  |  |  |  |  |  |  |  |                                                     |                                                     |                                                     |                                                     |                                                     |                                                     |                                                    |                                                    |                                                    |                                                    |                                                    |                                                    | John Hervey, VII marchese di Bristol 1954–1999 | John Hervey, VII marchese di Bristol 1954–1999 | John Hervey, VII marchese di Bristol 1954–1999 | John Hervey, VII marchese di Bristol 1954–1999 | John Hervey, VII marchese di Bristol 1954–1999 | John Hervey, VII marchese di Bristol 1954–1999 |                                                 |                                                 |                                                 |                                                 |                                                 |                                                 | Frederick Hervey, VIII marchese di Bristol b. 1979 | Frederick Hervey, VIII marchese di Bristol b. 1979 | Frederick Hervey, VIII marchese di Bristol b. 1979 | Frederick Hervey, VIII marchese di Bristol b. 1979 | Frederick Hervey, VIII marchese di Bristol b. 1979 | Frederick Hervey, VIII marchese di Bristol b. 1979 |  |  |  |  |  |  |  |  |

## Sede familiare

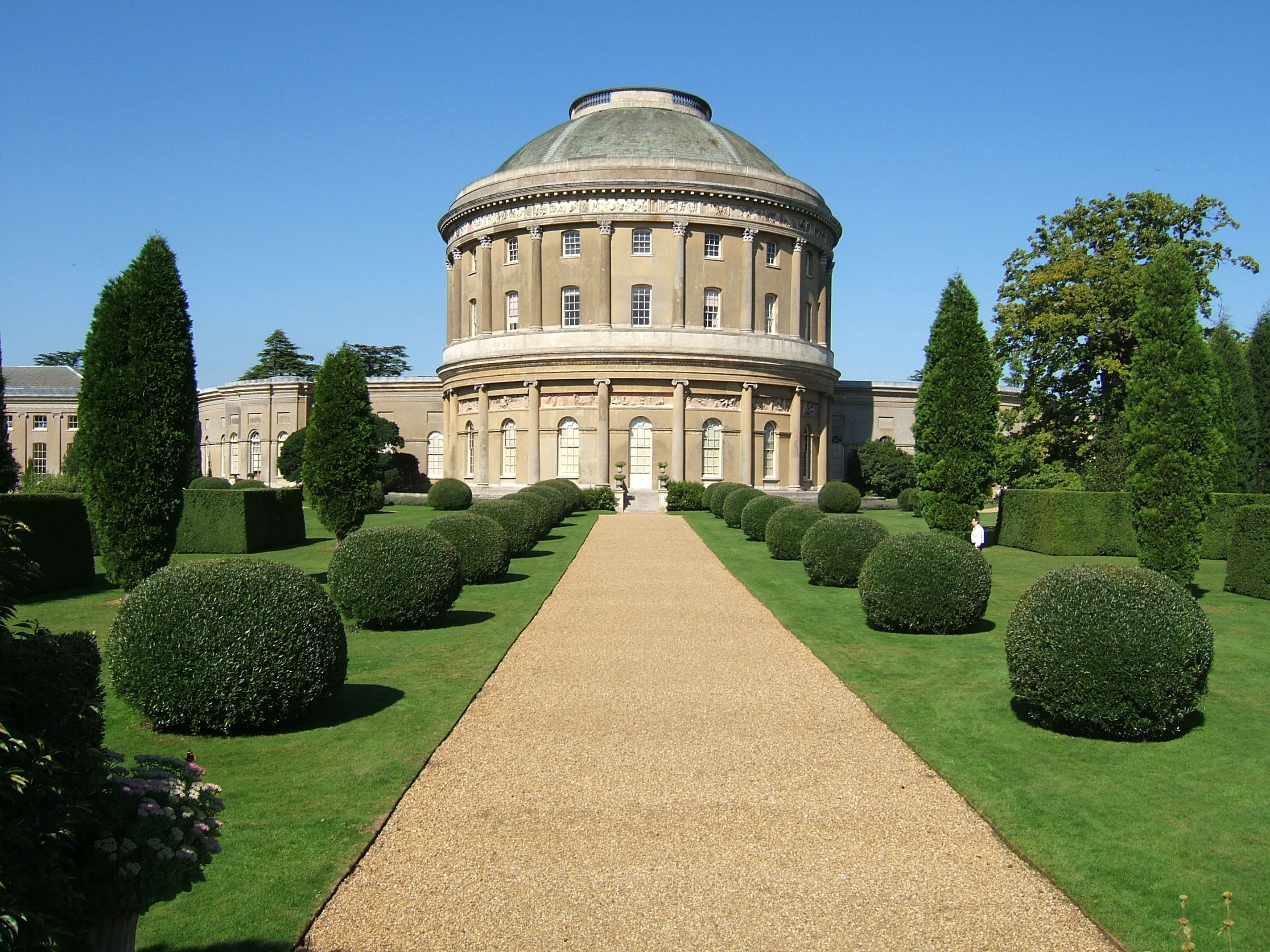
Ickworth House nell'agosto 2007.

Gli Hervey hanno vissuto ad Ickworth Estate (Suffolk) dalla metà del XV secolo al 1998. L'aspetto attuale di Ickworth House fu creata alla fine del XVIII secolo sotto il IV conte di Bristol. Il luogo di sepoltura tradizionale della famiglia Hervey è Ickworth Church, che è situata all'interno della tenuta. La linea di Hervey sepolti nella cripta sotto la chiesa e sul sagrato della chiesa inizia con Thomas Hervey (morto nel 1467, che fu il primo di questa famiglia a possedere Ickworth) e comprende ogni conte e marchese di Bristol, così come molte delle loro figlie e mogli. Nel 1956, alla morte del IV marchese, la sua vedova diede la casa e i terreni, escludendo la chiesa, al National Trust al posto dei diritti di successione. Alla famiglia, attraverso chi attualmente detiene il titolo di marchese di Bristol, è stato dato un contratto di locazione di 99 anni per occupare l'ala est di Ickworth, su pagamento di alcune spese annuali relative.
Nel 1998, il VII marchese vendette il contratto di locazione rimanente al National Trust, in parte per i fondi e in parte per scongiurare un'azione di sfratto basato sul suo comportamento come inquilino. Morì nel 1999, dopo aver consumato quasi tutta la sua fortuna ereditata. Il suo erede, l'attuale marchese di Bristol, ha parlato della sua rabbia per non avere il permesso dal National Trust per l'acquisto del contratto di locazione e prenedere residenza nella casa ancestrale Il National Trust ha convertito l'ala orientale in un albergo, contravvenendo ai desideri del donatore di Ickworth, che aveva stabilito che essi devono sempre fungere da alloggi disponibili per il capo della famiglia.